# Nil-Saint-Vincent-Saint-Martin
Nil-Saint-Vincent-Saint-Martin (wa. Nî-Sint-Vincént-Sint-Mårtén) – dzielnica (section) gminy Walhain w Belgii, w Regionie Walońskim, w prowincji Brabancja Walońska, w okręgu Nivelles. 1 stycznia 2020 roku liczyła 2310 mieszkańców. Do 31 grudnia 1976 samodzielna gmina.

## Demografia
Liczba mieszkańców, stan na 1 stycznia:
| Rok                | 1930 | 1961 | 2020 |
| ------------------ | ---- | ---- | ---- |
| Liczba mieszkańców | 1215 | 1075 | 2310 |